# Amponville
Amponville [ɑ̃pɔ̃vil]  ist eine französische Gemeinde mit 351 Einwohnern (Stand 1. Januar 2022) im Département Seine-et-Marne in der Region Île-de-France. Sie gehört zum Arrondissement  Fontainebleau und zum Kanton Fontainebleau.
Die Einwohner werden Amponvillois genannt.

## Geographie
Der Ort liegt 67 Kilometer südöstlich von Paris. Nächstgrößere Stadt ist das 14 Kilometer östlich gelegene Nemours. Die Gemeinde liegt im Regionalen Naturpark Gâtinais français.
Umgeben wird Amponville von den acht Nachbargemeinden:
| Boissy-aux-Cailles |                                             | La Chapelle-la-Reine |
| Buthiers           | Kompassrose, die auf Nachbargemeinden zeigt | Larchant             |
| Rumont             | Fromont Burcy                               | Guercheville         |

## Geschichte
Amponville wird im Jahr 1113 erstmals urkundlich überliefert. Seit dem 12. Jahrhundert bis zur Französischen Revolution gehörte der Ort der Abtei Saint-Victor in Paris, die in Amponville ein Priorat erbauen ließ.
Im Jahr 1841 wurde der zuvor selbständige Ort Jacqueville eingemeindet, der sich nördlich von Amponville befindet.

## Bevölkerungsentwicklung
| Jahr      | 1962 | 1968 | 1975 | 1982 | 1990 | 1999 | 2007 | 2021 |
| Einwohner | 262  | 246  | 219  | 242  | 271  | 301  | 363  | 346  |

## Sehenswürdigkeiten
- Kirche  Notre-Dame-de-l’Assomption in Amponville, erbaut im 12./13. Jahrhundert und seit 1926 Monument historique
- Kirche Notre-Dame-de-la-Nativité in Jacqueville, erbaut im 12. und 14. Jahrhundert

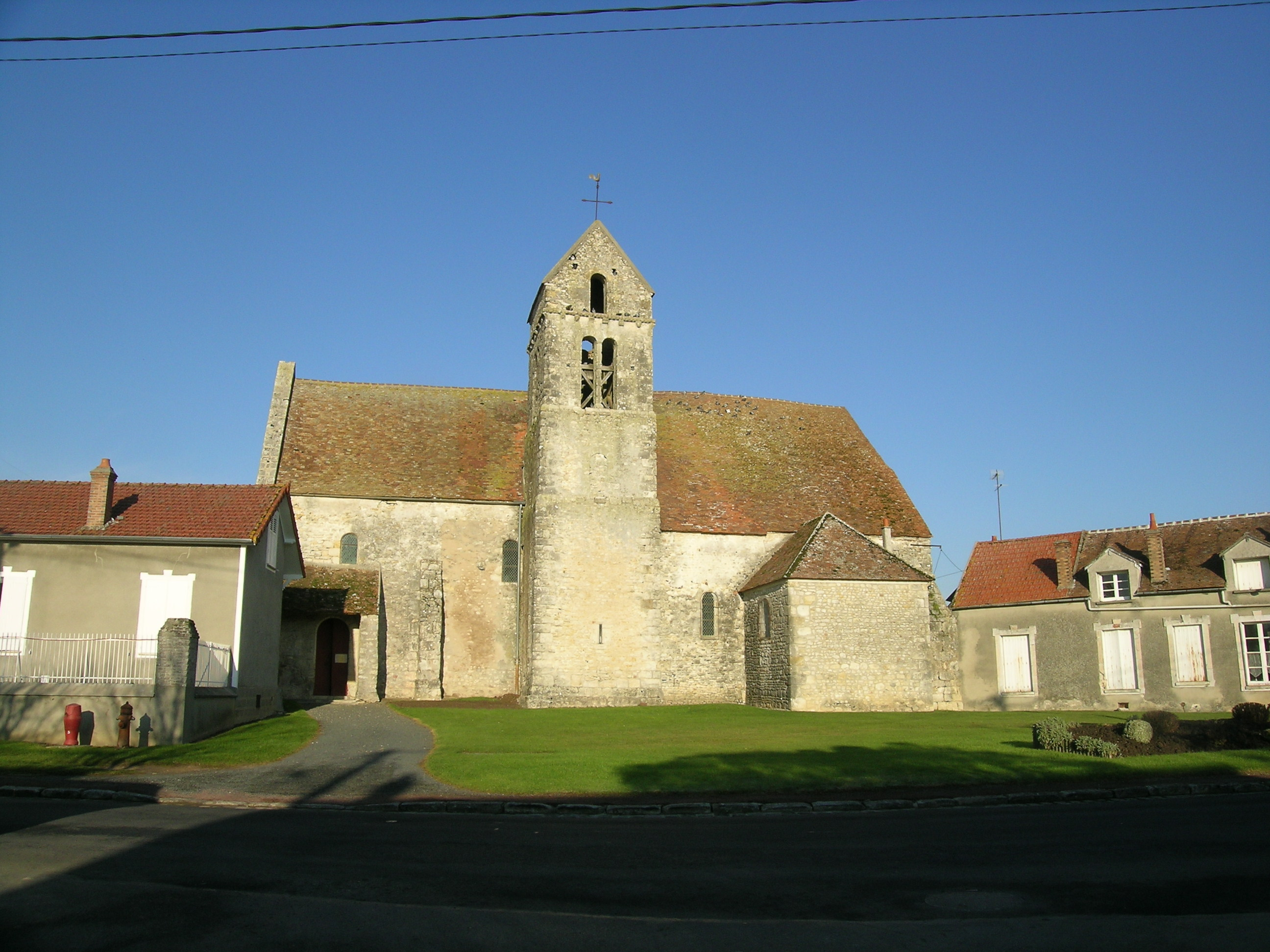
Kirche Notre-Dame-de-l’Assomption